# Кім Хьон Чхоль
Кім Хьон Чхоль (кор. 김현철, 金顯哲, Gim Hyeoncheol, Kim Hyŏnch'yŏl; 13 листопада 1901 — 27 лютого 1989) — корейський борець за незалежність і політик, тимчасовий прем'єр-міністр Республіки Корея.
Був одним з активістів боротьби за визволення Кореї з-під японської окупації. 1933 року став членом комітету закордонних справ у Тимчасовому уряді Республіки Корея. 1953 року отримав пост заступника міністра планування, від 1955 обіймав посаду заступника міністра сільського та лісового господарства, а 1957 року очолив міністерство фінансів. 1962 року отримав портфель міністра економічного планування та розвитку. Того ж року тимчасово очолив уряд. У січні 1964 як спеціальний представник президента Пак Чон Хі відвідав сорок країн, того ж року він був радником президента й головою комітету з адміністративної реформи. Від 1964 до 1967 року був послом Південної Кореї у США. Після повернення до Кореї й до 1989 року обіймав різні державні посади.